# Roy Hartle
Roy Hartle (Catshill, Worcestershire, Reino Unido, 4 de octubre de 1931 - Bolton, Gran Mánchester, Reino Unido, 5 de noviembre de 2014) fue un futbolista británico que jugaba en la demarcación de defensa.

## Biografía
Debutó como futbolista en 1952 con el Bolton Wanderers FC tras haberse formado en la cantera del Bromsgrove Rovers. Jugó durante catorce temporadas en el club, cosechando un total de 447 partidos en liga, y 499 en total, marcando además once goles. Se hizo con la Community Shield en 1958, además de la FA Cup de 1958 tras ganar en la final al Manchester United FC por 2-0 en Wembley, tras su retirada del Bolton en 1966, se trasladó a Buxton, donde no estuvo mucho tiempo. Roy Hartle, apareció en el salón de la fama del Bolton Wanderers FC, habiendo una habitación dentro del Estadio Reebok en su nombre.
Falleció el 5 de noviembre de 2014 en su casa de Bolton tras una larga enfermedad.

## Clubes
| Club                | País       | Año         | Partidos | Goles |
| ------------------- | ---------- | ----------- | -------- | ----- |
| Bolton Wanderers FC | Inglaterra | 1952 - 1966 | 499      | 11    |

## Palmarés

### Campeonatos nacionales
| Título           | Club                | País       | Año  |
| ---------------- | ------------------- | ---------- | ---- |
| FA Cup           | Bolton Wanderers FC | Inglaterra | 1958 |
| Community Shield | Bolton Wanderers FC | Inglaterra | 1958 |